# Distretto di Metlili
Il distretto di Metlili è un distretto della provincia di Ghardaïa, in Algeria, con capoluogo Metlili.

## Comuni
Il distretto di Metlili comprende 2 comuni:
- Metlili
- Sebseb